# Thomson TO7
Thomson TO7 – komputer koncernu Thomson (zwany także Thomson 9000), którego wyróżnia dołączone fabrycznie pióro świetlne. Dodatkowo został zaprojektowany by być zgodnym z popularnym we Francji Minitelem. Początkowa cena detaliczna wynosiła 3750 franków. Do 1983 r. wyprodukowano ponad 40000 sztuk.

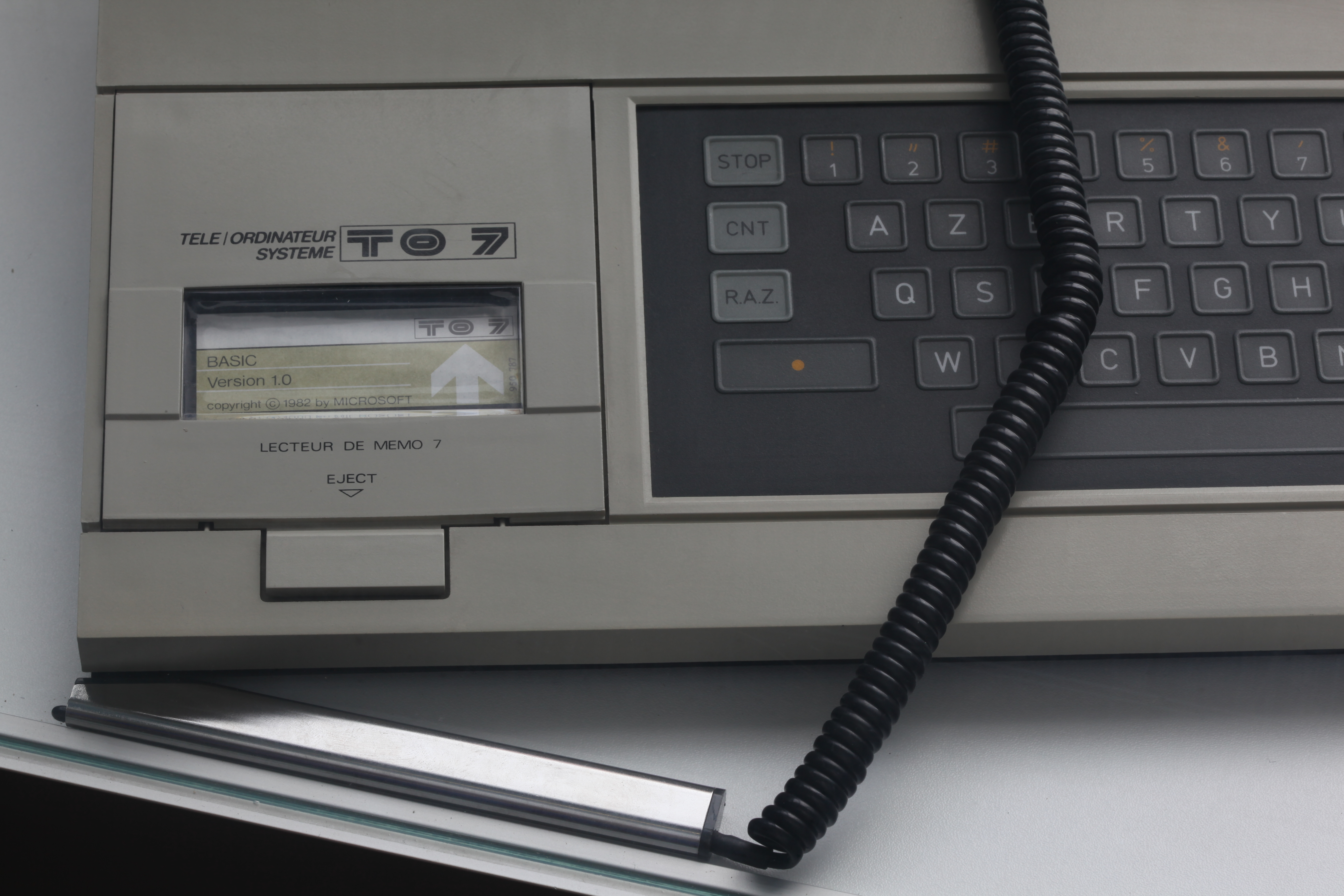
Zbliżenie na pióro świetlne

## Opis i parametry
Kartridże zaprojektowane jako MEMO7, które mogą być wprowadzane przez zatrzask pamięci. Interfejs użytkownika korzysta z oprogramowania Microsoft BASIC, dołączonego do zestawu w postaci kartridża. Klawiatura posiada membranę z tworzywa sztucznego, można uzyskać dodatkowe wejście użytkownika za pomocą pióra świetlnego. Standardowe ekrany telewizyjne mogą być użyte poprzez złącze SCART RGB o rozdzielczości 320x200 (z dwoma kolorami dla każdego 8x1 pikseli). Komputer posiada łącze DIN magnetofonu oraz 3 porty rozszerzeń.

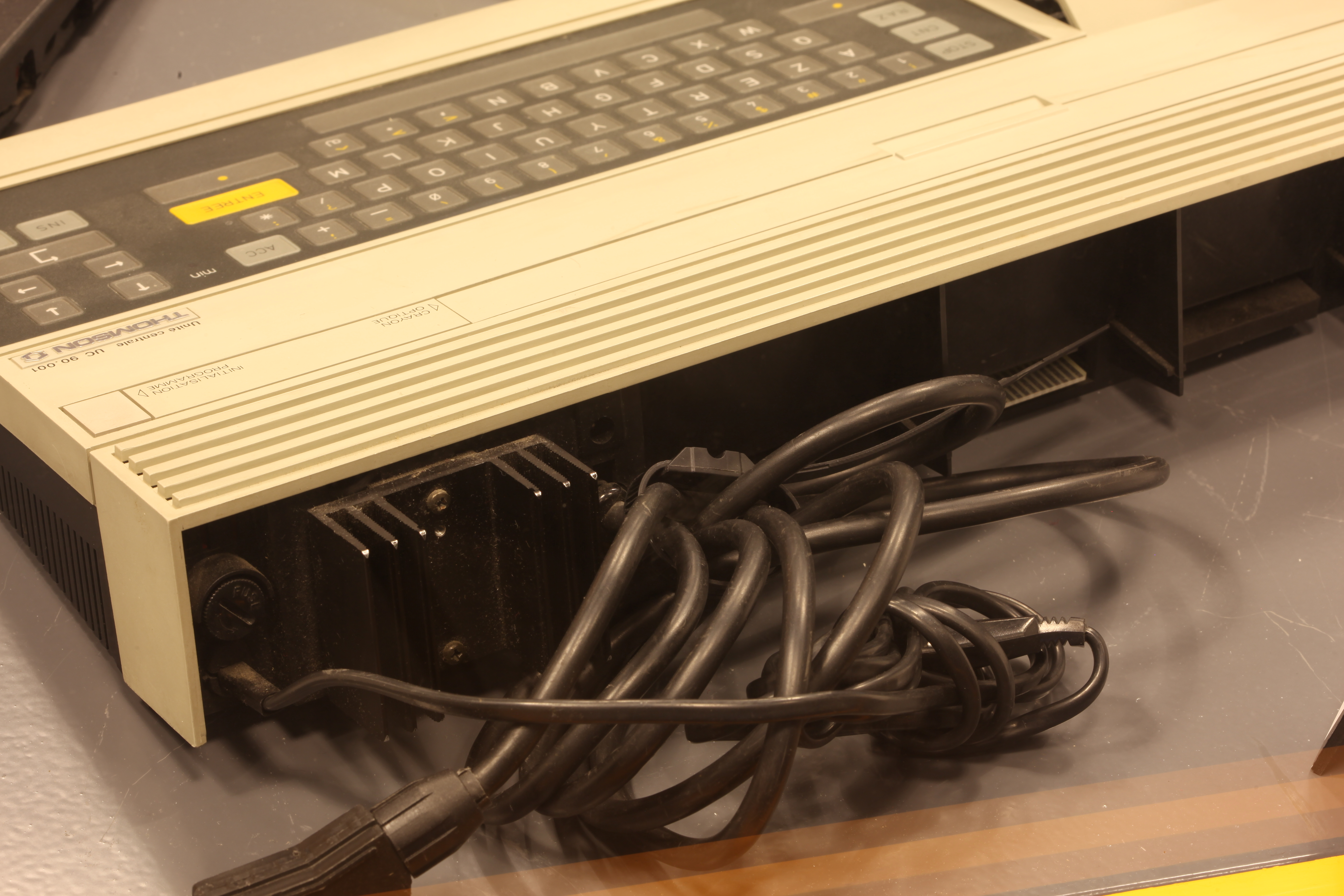
Zdjęcie tylnej ścianki komputera, widać chłodzenie części zasilacza

## Thomson TO7-70
Uaktualniona wersja, Thomson TO7-70, została wydana w 1984 roku. wśród usprawnień była zwiększona ilość pamięci RAM wynosząca 48 KB. Procesor Motorola 6809 został zastąpiony przez 6809E, a paleta kolorów została rozszerzona z 8 na 16 kolorów.

## Historia
TO7 to komputer z 1982 roku z piórem świetlnym, w standardowej i wysokiej rozdzielczości grafiki, zaprojektowany, aby być zgodny z Minitelem. Kilka patentów uzyskanych przez Thomson na graficzne zarządzanie, kartridże Mémo7 i zewnętrzną stację dyskietek.
To komputer całkowicie opracowany jako francuski, przedstawiony na Sicob w 1982 roku, zyskując popularność poprzez programy edukacyjne i przez program „dziesięciu tysięcy komputerów” 4,5 do wyposażania szkół z komputerem. Został on zastąpiony w czerwcu 1984 roku przez Thomson T7 / 70. Plan „Komputer dla wszystkich” (IPT) zaczyna się pod koniec 1984 roku, a więc po zakończeniu produkcji TO7. Zasadniczo docelowym planu był Thomson Mo5 i TO7 / 70.
Na koniec 1983, proponowany zestaw do sprzedaży składa się z: TO7 i jego „różdżka” (pióro świetlne), rozszerzenia „Musique et jeux” (rozszerzenie/wtyczka dźwiękowa, 2 joysticki do złącza DIN), kartridża BASIC, gry „Trap” – „pułapka” (grafika 2D, jej akcja toczy się w labiryncie, który przypominał uproszczoną wersję Pac-Mana), oprogramowania do projektowania na kasety „Pictor” do rysowania na ekranie z lekkim piórem, instrukcji obsługi, oraz książki wprowadzającej. TO7 był bezpośrednio sprzedawany przez grupę Thomson i Sonotec – firmy, która była głównym sprzedawcą Apple we Francji. Zgodnie z umową miała dostarczyć kilka tysięcy jednostek i szkolenie. Została ona podpisana pomiędzy Ministerstwem edukacji Narodowej a Sonotec w marcu 1983 r.